# Врожай

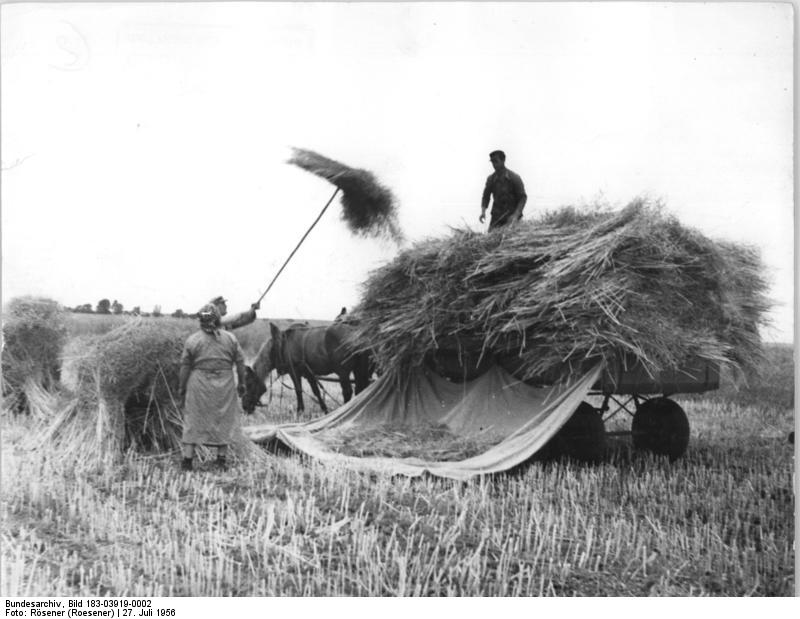

Урожа́й, врожай — продукція однієї або кількох однорідних сільськогосподарських культур (зернових, плодових, овочевих тощо) і продукція використовуваних дикорослих рослин; загальний збір тієї чи ін. продукції рослинництва з усієї посівної площі в окремому господарстві, окремій або групі адміністративних одиниць, загалом у державі, регіоні, об'єднанні держав тощо.
Урожай складається з окремих частин або органів рослини (насіння, надземної маси, коренеплодів, бульб тощо).
Урожай залежить від родючості ґрунту, біологічних особливостей рослин, насінного матеріалу, строків і якості сівби та догляду за посівами, площі живлення рослин тощо.

## Джерело
- Чорний І. Б. Українська радянська енциклопедія : у 12 т. / гол. ред. М. П. Бажан ; редкол.: О. К. Антонов та ін. — 2-ге вид. — К. : Головна редакція УРЕ, 1974–1985., Том 11. Кн.1., К., 1984, стор. 502